# Typocaeta togoensis
Typocaeta togoensis är en skalbaggsart som beskrevs av Karl Adlbauer 1995. Typocaeta togoensis ingår i släktet Typocaeta och familjen långhorningar.
Artens utbredningsområde är Togo. Inga underarter finns listade i Catalogue of Life.